# ادروس عبد الله
إدروس شعبان عبد الله (من مواليد 22 سبتمبر 2003) هو لاعب كرة قدم أسترالي محترف، يلعب كلاعب وسط لفريق ملبورن سيتي في الدوري الأسترالي لكرة القدم.